# Diot

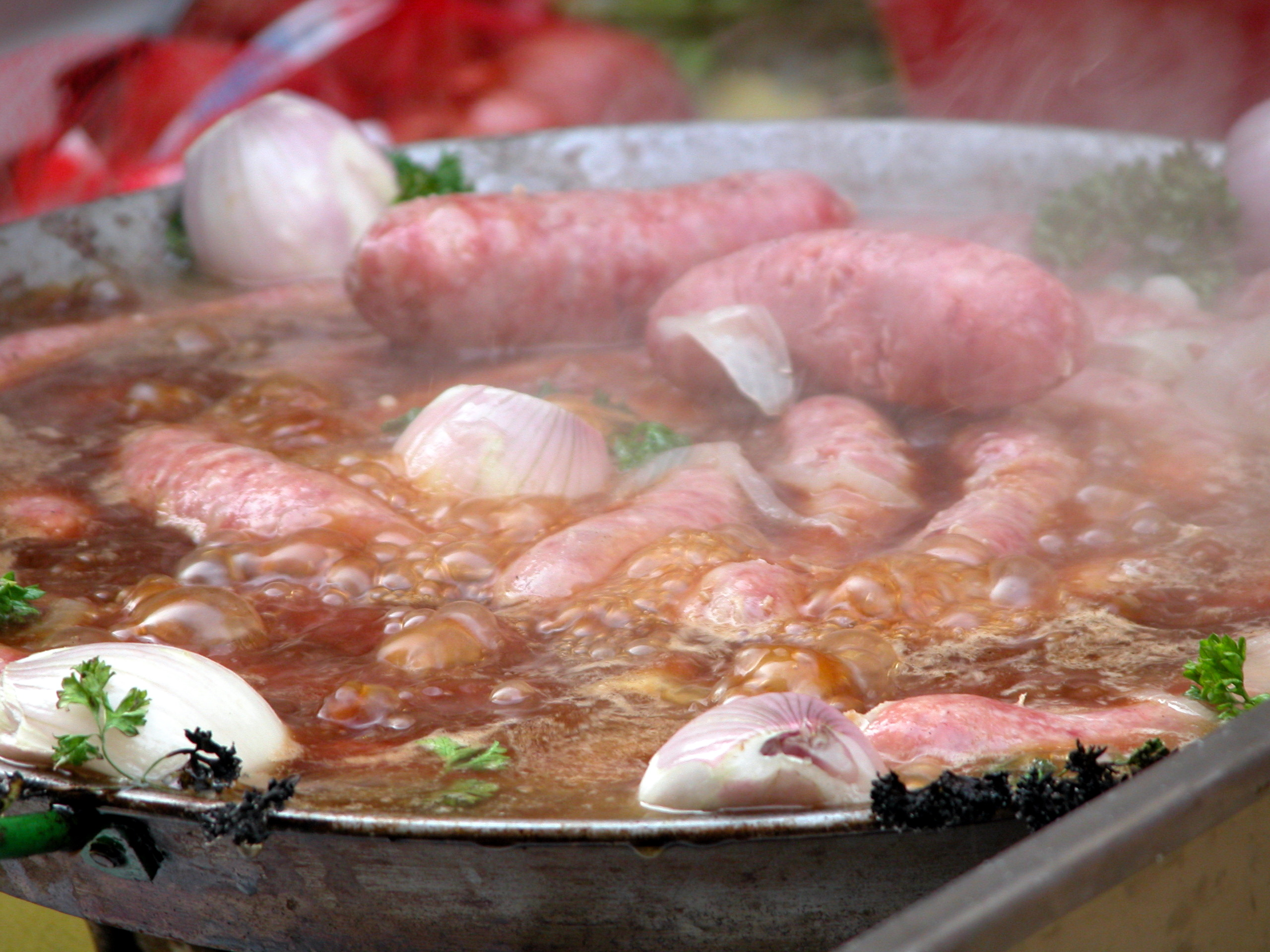
Diots cocinándose en vino blanco.

Un diot (pronunciado /djo/) es una salchicha típica de la región de Saboya (Francia). Los diots suelen estar elaborados de forma artesanal y existen en diferentes formas, tamaños y variedades

## Preparación y características
Se trata de una salchicha elaborada con carne de cerdo picada y aromatizada con nuez moscada, y embutida en piel de intestino de cerdo. Suele tener un tamaño de unos 10 a 15 cm de longitud, con un diámetro medio de 5 cm y puede llegar a pesar, por unidad, entre 180 y 200 g. Posee un color rosado característico. Suele tener un contenido graso que ronda el 30%-50% de su peso.

## Forma de consumirla
Se pueden preparar de diversas maneras, a la parrilla, cocidos, estofados, al vapor, etc. A veces participan como ingrediente de otros platos como pueden ser los "diots al vino blanco" (diots au vin blanc), los diots aux sarments de vigne (muy populares en la época de la vendimia), con patatas cocidas (incluso puré de patata), polenta (Diots de Savoie à la Polenta), en una ensalada, en sándwiches (con un poco de mostaza), en sopa (existe una variedad que se consume con sopa de lentejas), etc.